# We Came as Romans
We Came as Romans (іноді скорочено WCAR) — американський металкор-гурт із міста Трой, штат Мічиган. Гурт, створений у 2005 році, пройшов через зміну назви та кілька змін у складі, у 2016 році підписав контракт із SharpTone Records після того, як з 2009 року був у реєстрі Equal Vision Records. Вони випустили шість студійних альбомів — To Plant a Seed (2009), Understanding What We've Grown to Be (2011), Tracing Back Roots (2013), We Came as Romans (2015), Cold Like War (2017) і Darkbloom (2022) — і два мініальбоми у 2008 році під назвою Demonstrations та Dreams.

## Історія

### Формування, зміни складу таTo Plant a Seed(2005–2011)
У серпні 2005 року однокласники Шон Зелда, Дейв Стівенс, Джонні Наборс, Марк Майатт і Джошуа Мур створили гурт під назвою This Emergency. У перші роки нинішній вокаліст Дейв Стівенс грав на гітарі, клавішних та виконував бек-вокал. Вони виступали з різноманітними шоу по всьому району метро Детройта. У листопаді 2005 року гурт розійшовся з басистом Джонні Нейборсом, і його замінив Шон Дейлі. У червні 2006 року Зельда вийшов з гурту, щоб продовжити навчання в Мічиганському університеті. Влітку 2006 року близький друг гурту та ще один однокласник із середньої школи Ларрі Кларк офіційно приєднався до вокалу, і гурт змінила назву на We Came as Romans. Після того, як Кларк пішов наприкінці 2007 року, гурт додав Кріса Мура як нового вокаліста. За словами Дейва Стівенса, в цей час вийшли дві пісні — «Mouth to Mouth» і оригінальна версія «Colours» — з вокалістом Ларрі Кларком. За словами піарника гурту в Equal Vision Records, Джошуа Мур з цього моменту взяв на себе обов'язки з написання більшості текстів пісень.
Їхній перший мініальбом Demonstrations (іноді його називають Motions EP) продавали на концертах і онлайн через їхній веб-сайт. Кріс Мур пішов у середині 2008 року, і гурт представив вокаліста Кайла Павона. У червні того ж року, між мініальбомами, We Came as Romans розпочали тур V-Neck & Shaved Chest Tour із Close to Home. Після цього 2 грудня вийшов другий мініальбом Dreams. Він був створений Джоуї Стерджисом і отримав багато схвальних відгуків. AbsolutePunk дав оцінку Dreams 79/100. За два дні до релізу To Plant a Seed We Came as Romans завершили підтримку Oh, Sleeper і The Chariot у їх спільному турі Here a Tour, There a Tour, Everywhere a Tour Tour, який відбувся з вересня по листопад 2009.
To Plant a Seed, перший повноформатний альбом гурту, вийшов 3 листопада 2009 року. Як і Dreams, цей альбом був спродюсований разом із Джоуї Стерджісом і містить перезаписані версії «Dreams» і «Intentions» (за участю Тайлера Сміта) спочатку з Dreams . We Came as Romans завершили 2009 рік туром «Leave It to the Suits Tour» у листопаді та грудні разом із I See Stars, Of Mice & Men і Broadway. Їх перший відео-сингл «To Plant a Seed» вийшов 11 травня 2010 року. Гурт також з'явився у збірці Punk Goes Pop Volume 03, випущеній 1 листопада 2010 року, з кавером на пісню Джастіна Тімберлейка «My Love». Другий відеосингл We Came as Romans «To Move On Is to Grow» вийшов 14 грудня 2010 року, згідно з iTunes. Заголовний трек альбому «To Plant a Seed» з'явився на Equal Vision Records Presents: New Sounds 2011, випущеному 21 грудня 2010 року на iTunes. 6 січня 2011 року лейбл гурту, Equal Vision Records, оголосив, що To Plant a Seed буде перевидано, включаючи новий сингл «To Move On Is to Grow», як CD/DVD Deluxe версія. DVD містить 38 хвилин ексклюзивних інтерв'ю, закулісні кадри, живі виступи з останніх концертів у Сполучених Штатах Америки, тури 2010 року (Scream It Like You Mean It і Band of Brothers), а також новий музичний кліп на «To Move on Is to Grow». To Plant a Seed дебютував у чартах Billboard, досягнувши № 6 у Top Heatseekers, № 25 у Top Independent і № 175 у чартах Top 200. 

### Understanding What We've Grown to Be(2011–2013)
Запис наступного альбому To Plant a Seed був запланований на дві сесії в 2011 році: з 16 лютого по 10 березня та з 16 травня по 23 червня. Згідно з лейблом We Came as Romans, Equal Vision Records, «гурт зараз працює над другим повноформатним альбомом, який вони записуватимуть з Джоуї Стерджісом між турами, і очікується, що він буде випущений восени 2011 року». В інтерв'ю з Браяном Уолшем, репортером Monster Energy Pit, для Warped Tour 2011, Джошуа Мур підтвердив, що їхній другий альбом справді запланований, і вони завітають у студію перед тим, як розпочати Warped Tour. Протягом цього часу We Came as Romans з'явилися в номері 25 (червень/липень 2011) журналу Substream Music Press, а Дейв Стівенс з'явився у випуску журналу Alternative Press № 227.2 (серпень 2011). Гурт також був відзначений в офіційній програмі туру Vans Warped.
Роботу Understanding What We've Grown to Be було завершено, реліз у Північній Америці призначено на 13 вересня 2011 року. 22 червня 2011 року перший сингл «Mis//Understanding» вийшов на лейблі Equal Vision Records на YouTube, а наступного дня вийшов титульний трек альбому «Understanding What We've Grown to Be». Обидві ці пісні були включені в пакет попереднього замовлення для продажу на iTunes, який вийшов 5 липня 2011 року. 14 липня обкладинка альбому була опублікована через пазл на домашній сторінці гурту. Спеціальне видання платівки було випущене iTunes і містило сім живих треків з To Plant a Seed в Сіднеї, Австралія.
За словами гурту, «Музично та текстово „Understanding What We've Grown to Be“ має набагато темніший тон, ніж їхній попередній реліз „To Plant a Seed“ . Зберігаючи загальну тему гурту про позитив і братерство, новий матеріал має більш прямий підхід до життєвих труднощів і викликів дорослішання». 24 серпня Equal Vision Records випустив третій сингл «What I Wished I Never Had» також на YouTube. 28 серпня альбом був неофіційно злитий невідомим джерелом. Через три дні після виходу в Північній Америці, 16 вересня, Nuclear Blast офіційно випустила Understanding What We've Grown to Be по всій Європі. За даними джерела Outerloop Management, станом на 21 вересня 2011 року Understanding What We've Grown to Be досяг № 20 у Billboard Top 200, № 7 у Independent Current Albums, № 5 у Top Hard Music Albums, No. 10 у списку найкращих поточних рок-альбомів і № 16 у Overall Digital Albums. Згідно з тим же джерелом, станом на 28 вересня 2011 року Understanding What We've Grown to Be дебютував у Billboard Top 200 під № 103. 16 жовтня We Came as Romans посів 43 місце в Independent Albums і 22 місце в Hard Rock Albums. «Mis//Understanding» був офіційно випущений ексклюзивно ArtistDirect.com як перше музичне відео альбому 11 листопада, а пізніше через iTunes 22 листопада. Це був перший з трьох частин серії музичних відео на пісні з альбому — друге відео, на «Just Keep Breathing», вийшло 16 грудня через Livestream.com, а пізніше в iTunes 17 липня 2012 року., а третє відео на пісню «Understanding What We've Grown to Be» вийшло 2 лютого 2012 року через Vevo, а пізніше на iTunes 31 січня 2012 року. Відповідно до публікації гурту у Facebook 2 лютого 2012 року, «Три відео, які ми зняли, зображують розгублену людину, яка намагається знайти мету в житті. На першому відео він бачить себе в найтемнішому стані, нескінченно намагаючись знайти вихід. Пройшовши через травматичний досвід, він знаходить вихід, і його очі починають відкриватися для нової подорожі з'ясування того, що насправді змушує його відчувати себе живим. Завдяки цій подорожі чоловік повертається до будинку свого дитинства, де все почалося. Непереборні почуття охоплюють його, коли він згадує почуття, яке мав колись давно. Тепер, з почуттям мети, він повертається у світ, щоб піти шляхом, яким мав би піти давно». Відео було знято у Брукліні, штат Нью-Йорк, у вересні з режисером Тревісом Копачем (AFI, 3OH!3, Panic! at the Disco).
На початку 2012 року We Came as Romans виступили одним із хедлайнерів європейського туру за підтримки Macbeth Footwear і Keep a Breast у січні та лютому з Alesana та підтримкою спеціальних гостей від Iwrestledabearonce і Glamour of the Kill; вони також грали на Scream Out Fest, який проходив 17–19 лютого в Токіо, Японія. У цей час We Came as Romans з'явилися на обкладинці номера 285.2 (квітень 2012) журналу Alternative Press. 5 березня гурт оголосив про безкоштовне шоу для 500 місцевих шанувальників 7 березня в The Crowfoot у Понтіаці, штат Мічіган. We Came as Romans також брали участь у Pulp Summer Slam із Darkest Hour, Periphery, August Burns Red, Blessthefall і Arch Enemy 28 квітня на стадіоні Аморанто в Кесон-Сіті, Філіппіни, а також у Day 1 і Day 2 сюрприз щорічний фестиваль Bamboozle 18 і 19 травня в Asbury Park, Нью-Джерсі.
We Came as Romans мали підтримати Underoath у південноамериканському турі в травні 2012 року за додаткової підтримки Protest The Hero та Close Your Eyes, але його скасували. Вони виступили хедлайнерами безкоштовного шоу в Santos Party House у Нью-Йорку 22 травня за підтримки Like Moths to Flames і Texas in July, яке транслювалося в режимі реального часу на LiveStream.com. Вони також виступили хедлайнерами шоу 21 червня в Peabody's у Клівленді, штат Огайо, а потім зіграли Rockapalooza 23 червня на Jackson County Fairgrounds у Джексоні, штат Мічиган, разом із Woe, Is Me, Puddle of Mudd, Saliva та Red Jumpsuit Apparate. Вони також виступили хедлайнерами Summerfest Rock Stage на Summerfest Grounds у Мілуокі, штат Вісконсін, 27 червня.
18 квітня 2012 року було оголошено, що We Came as Romans виступить як частина туру Scream It Like You Mean It 2012, який відбувся з липня по серпень разом із хедлайнером Attack Attack! і за підтримки The Acacia Strain, Oceano, Like Moths to Flames, Close to Home, Impending Doom, Woe, Is Me, Abandon All Ships, Secrets, Volumes, For All Those Sleeping, The Chariot, Glass Cloud, At The Skylines, Texas in July, In Fear and Faith та Hands Like Houses. Потім вони виступили хедлайнерами короткого канадського треку з 11 по 16 вересня за підтримки Abandon All Ships, Skip The Foreplay і Ice Nine Kills. We Came as Romans також підтримували Falling in Reverse на Fright FestEVIL на Six Flags Great Adventure у Джексоні, Нью-Джерсі, 29 вересня з Norma Jean, Texas in July, Born of Osiris, I, the Breather, My Ticket Home, Palisades, Visions, Horizons, I Am King, First of the Fallen і Dream for Tomorrow. 6 червня We Came as Romans було оголошено хедлайнером туру Impericon Never Say Die! з 12 жовтня по 3 листопада, а також європейський трек за підтримки Blessthefall, Stick to Your Guns, For the Fallen Dreams, Obey The Brave, At the Skylines, The Browning і At Dawn We Rage. We Came as Romans продовжили своє перебування в Європі та зіграли в Росії 4 і 5 листопада, а на початку грудня завершили рік як спеціальний гість Латиноамериканського туру 2012 із хедлайнером August Burns Red.
9 вересня 2012 року гурт оголосив, що може випустити «нову музику» до кінця року. 13 вересня We Came as Romans оголосили, що їх кавер на пісню «Glad You Came» гурту The Wanted буде включено до збірки Punk Goes Pop Volume 5, яка вийшла 6 листопада, і отримала власне музичне відео, випущене 13 листопада на FuseTV. Гітарист Джошуа Мур розповів FuseTV про це відео: «Ми завжди робили дійсно серйозні музичні відео, як правило, із сюжетними лініями та купою виробництва, але деякий час ми просто хотіли зробити веселе відео. Просто ми проводимо час і залишаємося собою, просто нормальними хлопцями, про яких люди іноді забувають. Тож ми отримали масу задоволення від зйомок [„Glad You Came“] з нашим другом Джастіном [Режисер Моро], і ми сподіваємося, що вам сподобається його перегляд так само, як і нам!» 4 грудня iTunes опублікував попереднє замовлення на збірку Take Action, Volume 11, яка включає новий трек We Came as Romans під назвою «Fair-Weather», який вийшов на CD 8 січня та в цифровому вигляді через iTunes 9 січня. 12 грудня Equal Vision оголосили, що 18 грудня вийде ще одна нова пісня під назвою «Let These Words Last Forever», а тизер треку був опублікований на сторінці лейблу в YouTube. Цей сингл вийшов через iTunes і увійшов до спеціального перевидання Understanding What We've Grown to Be, яке вийшло 8 січня з двома додатковими піснями: «Hope» і «The King of Silence». Усі три додаткові треки були спродюсовані та зведені Джоном Фельдманном. «Hope» вийшов ексклюзивно на MTV Buzzworthy 4 січня для прямої трансляції. 26 січня гурт оголосив, що прем'єра кліпу на пісню «Hope» відбудеться 31 січня; його знімали в Нью-Гемпширі 20 і 21 грудня, а режисерами виступили Ден Кеннеді і Раса Ачарья. Пісня також була представлена як частина двох збірок — Equal Vision Records ' New Sounds 2013, Vol. 2 — EP збірка через iTunes 9 квітня та 2013 Warped Tour Compilation, яка вийшла 4 червня.

### Tracing Back Roots(2013–2014)
Під час інтерв'ю в ефірі з Джеєм Хадсоном з 89X Radio гітарист Джошуа Мур заявив, що вони почнуть запис нового альбому з продюсером Джоном Фельдманом у березні 2013 року. Гурт увійшов в студію 13 березня і записував новий альбом протягом наступних семи тижнів. Вокаліст Дейв Стівенс оголосив у Твіттер, що він співатиме у цьому альбомі більше, ніж у попередніх релізах гурту, а також оголосив 23 квітня, що запис завершено.
20 травня We Came as Romans, Equal Vision Records і Outerloop Management оприлюднили обкладинку, трек-лист і дату виходу повноформатного альбому гурту під назвою Tracing Back Roots, випуск якого запланований на 23 липня 2013 р. Заголовний трек, «Tracing Back Roots», був першим синглом після «Hope» і вийшов 11 червня через iTunes. Того ж дня лейбл Equal Vision Records випустив офіційне відео з текстом пісні, режисером якого став діджей Браунер з Anthem Films. 28 червня гурт оголосив про назву другого синглу «Fade Away», який вийшов 3 липня на YouTube і 9 липня на iTunes. «Tracing Back Roots» був представлений на літньому семплері Equal Vision Records 2013, який вийшов через iTunes 2 липня. 10 липня Hot Topic офіційно опублікував трек «Ghosts» з майбутнього альбому гурту на своєму сайті у Facebook із посиланням на SoundCloud Equal Vision Records, а 12 липня Alternative Press випустив прем'єру «Never Let Me Go» на своєму офіційному веб-сайті. Гурт був зафільмований у Нью-Йорку для майбутнього музичного відео під час позапланового туру Vans Warped Tour 2013, 15 липня, на пісню «Fade Away»; його прем'єра відбулася 3 вересня на YouTube-каналі Equal Vision Records. 16 липня гурт випустив «I Survive» за участю Аарона Джайлзпі з Underoath через MTV Buzzworthy та журнал Front у Великобританії. 18 липня гурт повністю транслював Tracing Back Roots на Pandora Premieres (США) і Rock Sound (Великобританія). 19 липня 2013 року «Tracing Back Roots» отримав рецензію 4/5 від газети The Detroit Sun, що також ознаменувало віху їхнього восьмиріччя як гурту. Tracing Back Roots офіційно вийшов через iTunes та інші торгові точки 23 липня 2013 року. Ексклюзивне видання Target містило два додаткових треки: «One Face» і «Recklessness». Альбом досяг 2-го місця в щоденних продажах через iTunes у день його релізу. Реліз MerchNow включав DVD під назвою «Endless Roads», який був знятий DJay Brawner. 10 серпня альбом дебютував під № 8 у Billboard Top 200, № 1 у чартах Top Hard Rock Albums і Independent Albums, а також № 2 у чарті Top Rock Albums. На 29 вересня було заплановано спеціальне 30-хвилинне акустичне шоу під назвою «Tracing Back Roots Release Celebration» через StageIt.com, але його перенесли на 14 жовтня через технічні проблеми. 26 вересня гурт знімався для майбутнього музичного кліпу в Лос-Анджелесі з Деном Добі з Please Subscribe Film; 16 грудня вони оголосили, що це відео для «Never Let Me Go» і що воно буде випущене 18 грудня через Fuse.com. Kerrang! 14 листопада випустили на своєму веб-сайті ексклюзивне відео «Tracing Back Roots», зняте під час Vans Warped Tour 2013 Це було знято командою гурту, але особливо Джоелем Пілоттом, незалежним фотографом із південного Онтаріо, Канада.
26 листопада 2013 року Ibanez оголосив, що гітарист Джошуа Мур став спонсорованим виконавцем; зараз він використовує моделі гітар Ibanez FR і ARZ. У відповідь на це оголошення Мур заявив: «Я радий нарешті оголосити, що я ексклюзивний артист Ibanez! Я був у захваті, почувши, що інтерес, який я мав до гри на їхніх гітарах, зустрівся з таким же інтересом до роботи зі мною. Вперше, відколи [We Came as Romans] засновано понад вісім років тому, я граю на гітарах, на яких я справді хочу грати, і вірю, що компанія, яка їх створила, справді підтримає мене». Гурт був представлений на ZioGiorgio.com, визнаючи, що «цифрова консоль PreSonus StudioLive 24.4.2 вже давно є важливою частиною арсеналу [гурту]. [Це обладнання дозволяє] гурту контролювати свій власний монітор [і мікси у навушниках]».
27 грудня 2013 року We Came as Romans отримали нагороди Billboard через Equal Vision Records за Tracing Back Roots 10 серпня 2013 року, розміщення в чартах Billboard: № 1 у Independent Albums, № 1 в Інтернет-альбомах, № 1 на хард-рокових альбомах, № 2 у найкращих рок-альбомах і № 8 у 200 найкращих альбомах. 28 листопада Equal Vision Records випустили акустичні версії «A Moment» і «Hope» на своєму YouTube-каналі. 27 січня 2014 року гурт випустив кліп на пісню «Ghosts», режисером якого став Карло Опперманн із ambitious.films через Nuclear Blast на Kerrang.com.

### Однойменний четвертий альбом і вихід Еріка Чоя (2015–2016)
26 травня 2015 року We Came as Romans оголосили, що їхній однойменний четвертий студійний альбом вийде 24 липня. Вони також випустили сингл з альбому під назвою «The World I Used to Know», а також відеокліп на «Regenerate». Альбом був комерційно успішним, але отримав змішані відгуки від шанувальників через відзначення зміни у звучанні гурту. Гурт був хедлайнером Warped Tour 2015 на головній сцені протягом усього літа.
12 жовтня 2015 року учасники We Came as Romans оголосили, що троє з них створили новий проект під назвою Crucible з колишнім учасником Taproot Ніком Фредделлом і колишнім гітаристом Assassins Тоддом Янсеном. Дейв Стівенс виступив як фронтмен, Енді Гласс — як басист, Лу Коттон і Тодд Янсен — як гітаристи, а Нік Фредделл — як барабанщик. 20 жовтня вони випустили першу пісню зі свого майбутнього дебютного мініальбому, Death Rate, за участю вокаліста Bleeding Through Брендана Шіеппаті. 7 листопада вийшов мініальбом The Trials, у більшості пісень був запрошений вокаліст, за винятком «The Trials» і «Fear Mongers»: у «The Misconceived» брав участь колишній вокаліст Vanna Дейві Мьюз, у «Bastard» — Кайл Павон і «Slave to the Dime» показали Лендона Тьюерса з The Plot in You (і раніше з Before Their Eyes). Вони гастролювали після випуску EP і не грали наживо з березня 2017 року.
29 вересня 2016 року We Came as Romans презентували новий сингл під назвою «Wasted Age».
Гурт також грав у турі Parkway Drive Unbreakable у Північній Америці у вересні та жовтні з Counterparts. 4 жовтня барабанщик Ерік Чой оголосив, що залишає гурт, щоб зайнятися іншими цілями в житті після 10 років перебування в гурті.

### Cold Like Warі смерть Кайла Павона (2017–2018)
4 червня 2017 року For Today оголосили на своїй сторінці у Facebook, що їхній барабанщик Девід Пакетт візьме на себе обов'язки барабанщика We Came as Romans «протягом цього року». Йому приписують роль барабанщика в кінці кліпу на сингл «Cold Like War», випущений 11 вересня 2017 року.
Альбом Cold Like War — перший альбом гурту без Чоя та перший на SharpTone Records після співпраці з Equal Vision Records з 2009 року — вийшов 20 жовтня 2017 року. Він містить 10 треків загальною тривалістю близько 39 хвилин.
25 серпня 2018 року гурт оприлюднив заяву у своїх акаунтах у соціальних мережах про те, що Павон помер у віці 28 років. Кілька днів по тому, 31 серпня, гурт оприлюднив заяву, в якій розкрив причину його смерті як випадкове передозування наркотиків і оголосив про заснування фонду на його честь.
11 вересня 2018 року Дейв Стівенс опублікував заяву про гурт в соціальних мережах, підтверджуючи, що гурт не замінить Кайла Павона. Дейв підтвердив, що гурт вирушить у турне з Bullet for My Valentine і Bad Omens, як заплановано, вшановуючи Кайла та розповідаючи про його фонд.

### Darkbloom(2019 — дотепер)
Навесні 2019 року гурт вирушив у співхедлайнерський тур із Crown the Empire, Erra та SHVPES. 16 квітня гурт оголосив про відправлення у студію для запису нового матеріалу. 23 вересня гурт оголосив, що два самостійних сингли вийдуть до кінця тижня; 29 вересня гурт випустив «Carry the Weight» і «From the First Note», перший з них отримав другий реліз 29 травня, цього разу як іншу версію з Fit for a King. 14 липня гурт випустив сингл «Darkbloom» з майбутнього альбому.
7 вересня 2021 року We Came as Romans випустили новий сингл під назвою «Black Hole» за участю Калеба Шомо з Beartooth.
10 листопада 2021 року гурт випустив нову пісню під назвою «Daggers» за участю репера Zero 9:36. 10 квітня 2022 року гурт випустив переосмислену версію попереднього синглу «Darkbloom» за участю канадського дезкор-гурту Brand of Sacrifice. 22 червня гурт анонсував свою першу з 2017 року платівку Darkbloom, яка вийшла 14 жовтня та містить сингли «Darkbloom», «Plagued», «Black Hole» за участю Калеба Шомо, «Daggers» за участю Zero 9:36 і «Golden».

## Музичний стиль
Музичний стиль We Came as Romans в основному описується як пост-хардкор і металкор Їхні пісні регулярно включають мелодійні уривки з оркестровими інструментами, такі як скрипкові та клавішні балади. Їх також описують як суміш між хардкором і скримо.
Лірика гурту містить «загальну тему позитиву», обговорюючи такі теми, як мета, надія, братерство та мораль. Їхній однойменний альбом 2015 року ознаменував помітну зміну стилю до більш сприятливого для радіо звучання, показавши, що гурт «виростає зі свого важкого металкорового коріння та рухається до більш альтернативного металу, мелодичного напрямку», приймаючи «більш зріле» звучання.

## Склад
| Поточний склад - Джошуа Мур — соло-гітара, беквокал (2005–дотепер) - Дейв Стівенс — ведучий вокал (2006–дотепер); клавішні, синтезатори (2005–2008); ритм-гітара, беквокал (2005–2006) - Лу Коттон — ритм-гітара (2006–дотепер) - Енді Гласс — бас, беквокал (2006–дотепер) - Девід Пакетт — барабани, перкусія (2017–дотепер) | Колишні учасники - Джонні Нейборс — бас, беквокал (2005–2006) - Шон Дейлі — бас, беквокал (2006) - Шон Зелда — барабани, перкусія, беквокал (2005–2006) - Марк Майатт — ведучий вокал (2005–2006) - Ларрі Кларк — екстрім-вокал (2006–2007) - Кріс Мур — екстрім-вокал, клавішні, синтезатори (2007–2008) - Ерік Чой — барабани, перкусія (2006–2016) - Кайл Павон — чистий вокал, клавішні, синтезатори (2008–2018; died 2018) Гастрольні музиканти - Joseph Arrington — барабани, перкусія (2016–2017) |

Шкала

## Дискографія
Студійні альбоми
| Рік  | Альбом                               | Лейбл        | Піки чартів | Піки чартів       | Піки чартів | Піки чартів |
| Рік  | Альбом                               | Лейбл        | НАС         | Американська інді | AUS         | GER         |
| ---- | ------------------------------------ | ------------ | ----------- | ----------------- | ----------- | ----------- |
| 2009 | To Plant a Seed                      | Equal Vision | 175         | 25                | —           | —           |
| 2011 | Understanding What We've Grown to Be | Equal Vision | 21          | 7                 | 72          | —           |
| 2013 | Tracing Back Roots                   | Equal Vision | 8           | 1                 | 83          | 85          |
| 2015 | We Came as Romans                    | Equal Vision | 11          | 2                 | 29          | 82          |
| 2017 | Cold Like War                        | SharpTone    | 61          | 4                 | —           | —           |
| 2022 | Darkbloom                            | SharpTone    | —           | —                 | —           | —           |

Мініальбоми
- Dreams (випущено самостійно, грудень 2008 р.)
- Demonstrations (самовипущений, 2008)

Сингли
- «To Plant a Seed» (2009)
- «Roads That Don't End and Views That Never Cease» (2009)
- «To Move on Is to Grow» (2010)
- «Mis//Understanding» (2011)
- «Understanding What We've Grown to Be» (2011)
- «Just Keep Breathing» (2011)
- «What I Wished I Never Had» (2011)
- «A War Inside» (2011)
- «Let These Words Last Forever» (2012)
- «Fair-Weather» (2013)
- «Hope» (2013)
- «Tracing Back Roots» (2013)
- «Fade Away» (2013)
- «Never Let Me Go» (2013)
- «Ghosts» (2014)
- «I Knew You Were Trouble» (кавер Тейлор Свіфт) (2014)
- «The World I Used to Know» (2015)
- «Regenerate» (2015)
- «Tear It Down» (2015)
- «Wasted Age» (2016)
- «Cold Like War» (2017)
- «Lost in the Moment» (2017)
- «Foreign Fire» (2017)
- «Carry the Weight / From the First Note» (2019)
- «Darkbloom» (2021)
- «Black Hole» (за участю Калеба Шомо з Beartooth) (2021)
- «Daggers» (за участю Zero 9:36) (2021)
- «Darkbloom» (переосмислений; із Brand of Sacrifice) (2022)
- «Plagued» (2022)
- «Golden» (2022)

Спеціальні видання
- To Plant a Seed (Deluxe Edition) (2011) (додана пісня: „To Move on Is to Grow“)
- Understanding What We've Grown to Be (Deluxe Edition) (2013) (додано пісні: „Hope“, „The King of Silence“ і „Let These Words Last Forever“)

## Музичні кліпи
| Рік      | Пісня                                             | Альбом                               | Режисер(и)                 |
| -------- | ------------------------------------------------- | ------------------------------------ | -------------------------- |
| 2009     | «Roads That Don't End and Views That Never Cease» | To Plant a Seed                      | Аарон Марш і Остін Сая     |
| 2009     | «Broken Statues»                                  | To Plant a Seed                      | Аарон Марш і Остін Сая     |
| 2010     | «To Plant a Seed»                                 | To Plant a Seed                      | Скотт Хансен               |
| 2010     | «To Move on Is to Grow»                           | To Plant a Seed                      | Ден Добі                   |
| 2011 рік | «Mis//Understanding» (наживо з Warped Tour)       | Understanding What We've Grown to Be | Коул Дебні                 |
| 2011 рік | «Mis//Understanding»                              | Understanding What We've Grown to Be | Тревіс Копач               |
| 2011 рік | «Just Keep Breathing»                             | Understanding What We've Grown to Be | Тревіс Копач               |
| 2012     | «What I Wished I Never Had»                       | Understanding What We've Grown to Be | Коул Дебні                 |
| 2012     | «Understanding What We've Grown to Be»            | Understanding What We've Grown to Be | Тревіс Копач               |
| 2012     | «Glad You Came» (кавер The Wanted)                | Punk Goes Pop Volume 5               | Джастин Моро               |
| 2013     | «Hope»                                            | Tracing Back Roots                   | Ден Кеннеді та Раса Ачарья |
| 2013     | «Fade Away»                                       | Tracing Back Roots                   | Ден Кеннеді та Раса Ачарья |
| 2013     | «Tracing Back Roots» (Наживо з Warped Tour)       | Tracing Back Roots                   | Джоел Пілотт               |
| 2013     | «Never Let Me Go»                                 | Tracing Back Roots                   | Ден Добі                   |
| 2014     | «Ghosts»                                          | Tracing Back Roots                   | Карло Опперман             |
| 2014     | «I Knew You Were Trouble» (кавер Тейлор Свіфт)    | Punk Goes Pop Vol. 6                 | Ден Сентроун               |
| 2015     | «Regenerate»                                      | We Came as Romans                    | Натан Вільямс              |
| 2015     | «The World I Used to Know»                        | We Came as Romans                    | Натан Вільямс              |
| 2015     | «Who Will Pray?»                                  | We Came as Romans                    | Сем Шнайдер                |
| 2016 рік | «Memories»                                        | We Came as Romans                    | Карло Опперман             |
| 2017     | «Cold Like War»                                   | Cold Like War                        | Орі Макгіннесс             |
| 2017     | «Lost in the Moment»                              | Cold Like War                        | Орі Макгіннесс             |
| 2017     | «Foreign Fire»                                    | Cold Like War                        | Орі Макгіннесс             |
| 2019     | Carry the Weight                                  |                                      | Орі Макгіннесс             |
| 2020 рік | «From the First Note»                             |                                      | Орі Макгіннесс             |
| 2021     | «Darkbloom»                                       | Darkbloom                            | Орі Макгіннесс             |
| 2021     | «Black Hole»                                      | Darkbloom                            | Дженсен Ноен               |
| 2022     | «Golden»                                          | Darkbloom                            | Орі Макгіннесс             |

## Співпраця
| Рік      | Пісня                                                                                        | Альбом                            | Виконавець            |
| -------- | -------------------------------------------------------------------------------------------- | --------------------------------- | --------------------- |
| 2010     | «Captain Tyin' Knots vs. Mr. Walkway (No Way)» (за участю Дейва Стівенса)                    | With Ears to See and Eyes to Hear | Sleeping with Sirens  |
| 2010     | «The Wretched» (за участю Дейва Стівенса)                                                    | Deceiver                          | The Word Alive        |
| 2012 рік | «The Calm Before Reform» (за участю Дейва Стівенса)                                          | In Fear and Faith                 | In Fear and Faith     |
| 2012 рік | «Family Ties» (за участю Дейва Стівенса та Кайла Павона)                                     | Momentum                          | Close to Home         |
| 2012 рік | «C4» (за участю Дейва Стівенса)                                                              | Texas in July                     | Texas in July         |
| 2014 рік | «Suicide; Stigma» (за участю Дейва Стівенса)                                                 | Hold On Pain Ends                 | The Color Morale      |
| 2015     | «Like Minds» (за участю Дейва Стівенса)                                                      | Ungrateful • Misguided            | From Under the Willow |
| 2015     | «Bastard» (за участю Кайла Павона)                                                           | The Trials                        | Crucible              |
| 2016     | «Pit Warrior» (за участю Дейва Стівенса)                                                     | Friendville                       | Sunrise Skater Kids   |
| 2017     | «Devour» (за участю Дейва Стівенса)                                                          | Despair Code                      | Affairs               |
| 2018     | «Frequency» (за участю Кайла Павона)                                                         | The Wise and the Wicked           | Jauz & Adventure Club |
| 2019     | «LA Never Says Goodbye» (за участю Кайла Павона)                                             | Unleashed                         | Kayzo & ARMNHMR       |
| 2020     | «Backbreaker» (за участю Дейва Стівенса)                                                     | Non-album singles                 | Fit for a Kin         |
| 2020     | «Lie to Me» (за участю Дейва Стівенса)                                                       | Non-album singles                 | Silent Hearts         |
| 2022     | «Johnny's Revenge (Revisited)» (за участю Спенсера Чарнаса, Дейва Стівенса та Крейга Овенса) | Non-album singles                 | Crown the Empire      |

## Концертні тури
- The Emptiness Tour — Alesana, A Skylit Drive, The Word Alive та Of Mice & Men (лютий–березень 2010)[68]
- We Are Not Meaningless — Four Letter Lie і Life on Repeat (квітень–травень 2010)[69]
- The Welcome to the Circus Tour — Asking Alexandria, From First to Last Night, Our Last Night і A Bullet for Pretty Boy (травень–червень 2010)[70]
- Scream It Like You Mean It 2010 — Silverstein, Emery, Dance Gavin Dance, I Set My Friends on Fire, Sky Eats Airplane, Ivoryline та Close to Home (липень–серпень 2010)
- Тур Band of Brothers — In Fear and Faith, Confide, Upon a Burning Body і Abandon All Ships (серпень–жовтень 2010)
- Imperial Never Say Die! Європейський тур — Parkway Drive, Comeback Kid, Bleeding Through, War from a Harlots Mouth, Emmure and Your Demise (жовтень–листопад 2010)[71]
- No Sleep Til Festival Tour — Megadeth, NOFX, Dropkick Murphys, Parkway Drive, GWAR, Alkaline Trio, Frenzal Rhomb, Suicide Silence, August Burns Red, Katatonia та 3 Inches of Blood (грудень 2010)[71]
- Rock Yourself to Sleep Tour — Woe, Is Me, For Today, The Word Alive і Texas у липні (січень–лютий 2011)
- Game Changers Tour — A Day to Remember (березень–квітень 2011)[72]
- Європейський тур Scream It Like You Mean It 2011 — Miss May I, The Word Alive і This or the Apocalypse (квітень–травень 2011)[73]
- Тур Vans Warped 2011 (червень–серпень 2011)
- Take A Picture, It Will Last Longer Tour — Falling in Reverse, Sleeping with Sirens, Attila, Emmure and For All I Am (листопад–грудень 2011)[74]
- December to Remember Festival — Of Mice & Men, Winds of Plague, Blessthefall, The Word Alive, Motionless in White, As Blood Runs Black, For the Fallen Dreams, Upon A Burning Body, Like Moths To Flames, In the Midst of Lions, На The Skylines і The Great Commission (18 грудня 2011)[75]
- Європейський тур 2012 — Alesana, Iwrestledabearonce та Glamour of the Kill (січень–лютий 2012)
- The Fire and Ice Tour — Emmure, Blessthefall, Woe, is Me and The Color Morale (березень–квітень 2012)
- Scream It Like You Mean It Tour — Attack Attack!, The Acacia Strain, Woe, Is Me, Abandon All Ships, Oceano, The Chariot, Like Moths to Flames, In Fear & Faith, For All Those Sleeping, Close to Home, Volumes, Secrets, Hands Like Houses, Glass Cloud and At the Skylines (липень–серпень 2012)
- The Road to Warped Tour — Like Moths to Flames, Upon A Burning Body, Crown the Empire, Set it Off і Ice Nine Kills (червень 2013)
- Warped Tour 2013 (червень–серпень 2013)
- Take Action Tour — The Used, Crown The Empire і Mindflow (січень–березень 2013)[76]
- Tracing Back Roots Tour — We Came as Romans, Silverstein, Chunk! No, Captain Chunk!, The Color Morale, Dangerkids (жовтень–листопад 2013)
- Van's Warped Tour 2013 UK (листопад 2013)[77][78]
- Past, Present, Future Tour — For Today, The Color Morale та Palisades (вересень–жовтень 2014)
- Грудневий тур — Chiodos, Sleepwave і Slaves (грудень 2014)
- Warped Tour 2015 (червень–серпень 2015)
- Unbreakable Tour — Parkway Drive and Counterparts (вересень–жовтень 2016)
- Rage on Stage Tour — I Prevail, The Word Alive і Escape the Fate (вересень–грудень 2017)
- Cold Like War Tour — The Plot in You, Oceans Ate Alaska, Currents and Tempting Fate (лютий–квітень 2018)
- Європейський тур — Alazka, The Plot in You та Polaris (квітень–травень 2018)
- Осінній тур — Bullet for My Valentine and Bad Omens (вересень–жовтень 2018)
- Весна 2019 — Crown the Empire, Erra та SHVPES (березень–квітень 2019)
- Trick 'R Treat Tour — Motionless in White, After the Burial і Twiztid (вересень–жовтень 2019)

## Нагороди
26 серпня 2013 року кліп гурту на пісню «A War Inside», знятий Коулом Дебні, отримав нагороду Асоціації музичних відеорежисерів 2013 року за «Найкращий концертний виступ/відео туру».